# Teorema de Wilson
El teorema de Wilson, atribuït a John Wilson (1741-1793), però demostrat per Lagrange el 1771, estableix que, el nombre enter {\displaystyle p} és primer si, i només si, 
{\displaystyle (p-1)!\equiv -1\ ({\hbox{mod}}\ p)}
això és, si i només si, {\displaystyle (p-1)!+1} és divisible entre {\displaystyle p}.
El teorema de Wilson recull el fet que {\displaystyle p} és primer si, i només si, l'anell {\displaystyle \mathbb {Z} _{p}} és íntegre (i, per ser finit, un cos). Aleshores, com que tant {\displaystyle 1} com {\displaystyle p-1} són els únics elements que són inversos de si mateixos, el producte
{\displaystyle (p-1)!=1\cdot 2\cdot 3\cdots (p-2)\cdot (p-1)}
conté {\displaystyle {\frac {p-3}{2}}} parelles d'elements amb el seu invers. En conseqüència,
{\displaystyle (p-1)!=1\cdot (2\cdot 3\cdots (p-2))\cdot (p-1)=1\cdot (1\cdot 1\cdots 1)\cdot (p-1)=p-1\equiv -1\ ({\hbox{mod}}\ p)}
- Si {\displaystyle p} no és primer i {\displaystyle p=q\cdot r} amb, posem, {\displaystyle q<r}, com que {\displaystyle q<r<p}, és clar que, a {\displaystyle \mathbb {Z} _{p}}, s'esdevé que {\displaystyle q\cdot r\equiv 0\ ({\hbox{mod}}\ p)} i, per tant, {\displaystyle (p-1)!\equiv 0\ ({\hbox{mod}}\ p)}.

- Si {\displaystyle p} no és primer, però és la potència {\displaystyle k} d'un nombre primer {\displaystyle q}, aleshores, excepte el cas {\displaystyle p=4=2^{2}}, el nombre de vegades que apareix el factor {\displaystyle q} a {\displaystyle (p-1)!} no és inferior a {\displaystyle k}. En conseqüència, també {\displaystyle (p-1)!\equiv 0\ ({\hbox{mod}}\ p)}.

- {\displaystyle (4-1)!=3!=6\equiv 2\neq -1\ ({\hbox{mod}}\ 4)}